# Веселье (фильм, 2007)
Веселье (хинди: धमाल) (английский: Dhamaal) индийский комедийный фильм 2007 года на языке хинди, снятый Индрой Кумаром и спродюсированный Ашоком Такерией. В главных ролях снялись Санджай Датт, Ритеш Дешмукх, Аршад Варси, Аашиш Чаудхари и Джавед Джаффри, а в ролях второго плана — Асрани, Санджай Мишра, Мурли Шарма, Виджай Рааз, Манодж Пахва, Тику Талсания и Прем Чопра. Фильм, снятый по мотивам фильма Стэнли Крамера «Этот безумный, безумный, безумный, безумный мир» (1963), является первой частью серии фильмов «Веселье».

## Синопсис
Роя выгоняют с работы за то, что он не охраняет определенное здание. Ади использует микстейп, чтобы играть на саксофоне. После того, как об этом узнают его зрители, они избивают его. Аутичный брат Ади, Манав, пытается вернуть купюру в 50 рупий у парня, доставая из его кошелька, но его рука застревает в заднем кармане парня, когда он кладет кошелек обратно после того, как забирает деньги, и следует за ним к одной из кабинок в туалете. Парень вскоре узнает об этом и избивает Манава. Подрядчик Боман случайно разбивает окно машины своего отца Нари, после чего Нари выгоняет его из дома. Все четверо оказываются в доме одной женщины, где они отправляются на вечеринки в ночные клубы. Однако в доме они бесполезны, так как ничего не делают и еще не заплатили за квартиру; женщина выгоняет их из дома за неуплату и велит им найти приличную работу.
Отчаявшись заработать денег, они придумывают план. Ади просит Манава украсть из дома картину и продать ее сыну покойного бизнесмена Двиведи. Однако Манав случайно подбирает пустую картину. Они в шутку продают картину за 20 000 рупий Двиведи. Затем они забирают оригинальную картину, намереваясь продать ее мистеру Аггарвалу, не зная, что его убили. Дело ведет инспектор Гадха Кулкарни, которая узнает, что перед убийством г-на Аггравала ему позвонили с кодовым словом «Лошадь съела всю траву». Когда четверо прибывают в резиденцию Агравала, он немедленно арестовывает их, требуя показать пустую картину.
Во время движения по шоссе Кулкарни освобождает четверых, узнав, что они невиновны. Все четверо вне себя от радости, пока внезапно не становятся свидетелями автомобильной аварии и не встречают умирающего водителя Дона Боса. Он рассказывает им, что спрятал сокровище в саду Святого Себастьяна в Гоа под большой буквой «W» . Он велит им разделить деньги поровну между собой, а затем умирает. Они сталкиваются с инспектором Кабиром Наяком, который пытается арестовать Боса уже десять лет. Он пытается вытянуть из четверки информацию, но тщетно, и они сбегают оттуда и решают отправиться в Гоа. Отчаянно желая получить повышение, Кабир полон решимости заполучить эту четверку. Четверо угоняют машину Бомана, которая все еще принадлежит Нари. Друзьям удаётся угнать машину, но перед этим они ударяют Нари по голове, отчего тот теряет сознание. Рой теряет контроль над автомобилем в лесу и врезается в дерево, разбивая обе фары. Они решают провести ночь в машине. На следующий день Кабира переводят в Яватмал за то, что он не смог поймать Боса. Разъяренный, он идет к своему столику, где Нари ждет, когда он подаст жалобу на сына за угон его машины, и дает Кабиру фотографии Бомана и его машины. Тем временем все четверо натыкаются на сломанный мост, который является единственным путем через лес. Они решают выпрыгнуть из машины, но Боман не хочет этого делать. Им это удаётся, но самолёт падает и взрывается.
Кабир выслеживает четверых, обнаружив разбитую машину. Благодаря немоте Манава ему удаётся узнать местонахождение сокровища. Он привязывает всех четверых к дереву и уходит. Однако им удаётся сбежать, и выясняется, что Рой на самом деле перерезал провода двигателя автомобиля Кабира, чтобы убедиться, что тот не уехал слишком далеко. Они добираются до дхабы и выдают себя за детективов. Они заставляют жителей деревни и владельца дхабы поверить, что Кабир — Паша, опасный главарь банды, и заманивают их, чтобы те поймали его за вознаграждение в 15 лакхов рупий. Кабир побеждает жителей деревни, и они с четырьмя людьми прибывают в поселение, где 60% принадлежит четверым, а 40% — Кабиру. Однако Ади настаивает на том, чтобы его деньги и деньги Манава были разделены на отдельные доли, хотя они планировали заплатить Боману единой долей за повреждение его машины. В результате завязывается драка, и решается, что тот, кто первым доберется до сокровищ, заберет все деньги.
Все четверо расстаются и пытаются как можно скорее добраться до Гоа. Рой сталкивается с бандитом Бабу Бхаи и договаривается разделить деньги между собой при условии, что они доберутся до Гоа как можно скорее. Боман также встречается со своим отцом. Хотя Нари изначально хочет убить своего сына, он меняет свое решение, узнав о десяти крорах. Нари и Боман находят частного пилота, но нелепые условия заставляют дуэт лететь в полном отчаянии, когда пилот бросает управление и впадает в алкоголизм, в то время как сотрудник службы поддержки клиентов авиакомпании Д. К. Малик доводит их почти до безумия, из-за чего им не удается спастись, но им удается добраться до Гоа. Ади и Манав путешествуют вместе. Им никак не удаётся поймать попутку, чтобы добраться до Гоа, пока они не сталкиваются с Айером, который раздражает их на протяжении всей поездки, постоянно называя своё отчество, представляясь. Кабиру едва удается избежать смерти вместе со школьником, которого он спас, когда тот висит на скале, и ему приходится иметь дело с несколькими школьниками, которые должны были приехать и выступить на благотворительном мероприятии.
Наконец, добравшись до сада, они договариваются вместе найти сокровище, прежде чем поделить его. Они находят четыре пальмы, которые образуют форму буквы «W», но туда приходит Кабир и говорит им, чтобы они поделили деньги поровну, с чем все соглашаются. Они копают там и находят деньги. Но снова завязывается драка по поводу выплаты компенсации за ущерб, причиненный автомобилю. Все приходят в ярость, когда Ади и Манав решают выплатить деньги как одно целое, но при этом берут деньги по отдельности. Продолжается драка, в ходе которой Кабир забирает все деньги и убегает. Он пытается сбежать на воздушном шаре на пляже, но находит его привязанным к столбу. Он ныряет, пытаясь перерезать веревку, но его избивают остальные, преследующие его. Воздушный шар уносит в сторону от берега, и все приходят в уныние. Условия меняются, когда ветер меняет направление и воздушный шар снова движется к берегу. Наступает ночь, и они следуют за воздушным шаром на эвакуаторе. Воздушный шар ударяется о столб, и сумка падает. Все они пытаются собрать как можно больше денег, как вдруг на них обращают внимание прожекторы, а позади них раздается громкий приветственный крик толпы. Понимая, что они находятся на сцене и что мероприятие является благотворительным, в котором примут участие выступающие дети, пришедшие с Кабиром, они узнают о плачевном состоянии детей-сирот, которых должны были почтить благотворительностью, и решают пожертвовать деньги сиротам. В конце главный гость мероприятия – комиссар М.И. Чатурведи, который является начальником Кабира, хвалит их всех, а также говорит Кабиру, что он получит повышение и что нет лучшего использования этих денег, чем отдать их на благотворительность.

## Бросать
- Санджай Датт в роли инспектора Кабира Наика: практичный полицейский
- Ритеш Дешмукх в роли Дешбандху Роя: лучший друг Бомана, Манава и Ади
- Аршад Варси в роли Адитьи «Ади» Шривастава: брата Манава, лучшего друга Роя и Бомана.
- Аашиш Чаудхари — Боман Контрактор, эксцентричный сын Нари
- Джаавед Джаафери в роли Манава Шривастава: брата Ади и лучшего друга Бомана и Роя.
- Прем Чопра в роли Боса
- Асрани — Нари Контрактор, эксцентричный отец Бомана
- Тику Талсания — комиссар М.И. Чатурведи
- Виджай Рааз в роли Дева Кумара «ДК» Малика
- Сухасини Мулай — хозяйка
- Санджай Мишра — Дакойт Бабу Бхай, друг Роя
- Мурали Шарма в роли инспектора Кулкарни
- Мухаммед Заки в роли плачущего старика
- Винай Апте в роли Прабхакарана Шрипалавардхана Атапатту Джаясурия Лакшмана Шиврамакришна Шивавенката Раджашекхара Шринивасана Тируччираппалли Йекьяпарампил Парамбатур Чиннасвами Муттусвами Венугопал Айер
- Виджай Паткар — авиадиспетчер
- Рана Джунг Бахадур в роли Кайлаша, владельца Дхабы
- Сурендра Раджан в роли воспитанника приюта
- Нинад Камат в качестве ведущего мероприятия
- Анкита М. Шарма в роли Шабнам «Шаббо», женщины, отправляющейся в психиатрическую больницу
- Лиам Мара
- Тарик Захир
- Манодж Пахва в роли пилота Амийота Рандхавы
- Кику Шарда в роли констебля
- Д. Сантош в роли полицейского по вызову
- Сахил Чаухан в роли Кида Химеша Решаммия
- Куруш Дебу — Амит Двиведи, сын Двиведи (жертва мошенничества с живописью)
- Санджай Сварадж в роли Самира Агарвала (специальное появление)
- Кармвир Чоудхари на Кайлас-да-Дхабе
- Вайбхав Матур — человек Дакойта
- Вишваджит Сони - бенгальский водитель автомобиля
- Джаеш Таккар в роли таксиста